# 不二サッシ
不二サッシ株式会社（ふじサッシ）は、神奈川県川崎市幸区に本社を置く、日本の建材メーカー。経営理念は「窓から夢を」。
主にサッシ類を中心としたビル建材、住宅用建材、エクステリア商品などを扱う。

## 概要
1930年7月7日、株式会社不二サツシ製作所として設立。当初の社名は「不二サツシ」と「ツ」が大文字であったが、1981年より現社名「不二サッシ」となる。
第二次世界大戦前後は町工場同様の規模の会社であったが、戦後の1949年に佐野友二が社長を引き受けると業績が急拡大した。
1957年3月、アメリカへ視察旅行を行った際に訪問したフェントロン社と技術提携し、日本で初めてアルミサッシを製造したメーカーとなった。ホテルニューオータニ、ホテルオークラなどの著名なビルのサッシを次々と受注して先行メーカーとしてトップシェアを有した。
しかし1968年には、多額の開発投資を行った電子ロック付きホームドアの販売低迷、航空測量事業やボイラー製造、ホテル経営など多角化の不振も裏目に出て低迷期に突入する。当時は東亜航空の大株主でもあったが、いわゆる45/47体制において運輸省が航空会社の統廃合を打ち出したため、同社と日本国内航空を合併させ（後の東亜国内航空→日本エアシステム）、事実上の経営権を東急グループに譲っている。
1978年には、長年続けてきた粉飾決算も表面化、東京証券取引所への上場廃止、店頭売買銘柄に指定される。1980年代以降は本業に回帰した。
1990年代以降は、新たな分野として産業廃棄物処理などの環境エンジニアリング事業に力を入れている。
阪神甲子園球場のライト側に長年広告を提出している。

## 沿革
- 1930年7月7日 - 株式会社不二サツシ製作所として創業、鋼製建具の製造を行う[2]。
- 1937年 - 株式会社不二製作所に商号変更。
- 1957年3月 - 米フェントロン社と技術提携、アルミサッシの製造技術を導入[2]。
- 1958年5月 - 日本初となるビル用アルミサッシの製造販売を開始[2]。
- 1960年 - 不二サツシ工業株式会社に商号変更。
- 1961年6月 - 日本初となる住宅用アルミサッシの製造販売を開始[2]。
- 1961年 - 東京証券取引所2部に上場。
- 1963年 - 東京証券取引所1部へ指定替え。不二サツシ販売株式会社が東京証券取引所2部に上場。
- 1964年7月 - 当社のカーテンウォール工法を採用したホテルニューオータニが完成[2]。
- 1965年9月 - 千葉工場が千葉県市原市に完成[2]。
- 1966年 - 不二サツシ販売株式会社が東京証券取引所1部へ指定替え。
- 1968年4月 - 大阪工場が大阪府高槻市に完成[2]。
- 1969年
  - 5月1日[1] - 東洋ハウジング株式会社を設立[2]。
  - 10月 - 九州不二サッシ株式会社を熊本県玉名郡に設立[2]。
- 1978年9月 - 不二サツシ工業株式会社及び不二サツシ販売株式会社において粉飾決算が発覚[3][4]。
- 1981年11月 - 東洋ハウジング株式会社を不二サッシ株式会社に商号変更。不二サッシ株式会社（新）が、不二サツシ工業株式会社、不二サツシ販売株式会社を吸収合併[2]。
- 1990年11月	- 経営理念「窓から夢を」を制定[2]。
- 1992年
  - 3月 - 経営理念「窓から夢を」を表したシンボルマークを制定[2]。
  - 8月 - 不二サッシ株式会社が東京証券取引所2部に再上場[2]。
- 1999年4月 - 荏原製作所と提携、ダイオキシン類低温加熱分解装置の製造販売を開始[2]。
- 2004年10月	九州不二サッシを完全子会社化[2]。
- 2007年
  - 4月 - 川崎市中原区から本社を移転。
  - 10月	- 九州不二サッシを承継会社とする新会社を設立、不二ライトメタル株式会社へ社名変更[2]。
- 2009年3月 - 文化シヤッターと資本業務提携[2]。
- 2015年9月 - 不二ライトメタルがマグネシウム合金を用いた医療機器の開発を開始[2]。
- 2022年5月 - チバニアンの地層に設置するゴールデンスパイク[6]を、千葉工場のある市原市へ寄贈[2]。

## 事業所
- 本社 - 神奈川県川崎市幸区鹿島田
- 東京本部 - 東京都品川区西五反田
- 千葉工場 - 千葉県市原市八幡海岸通
  - カーテンウォール試験センター
  - 不二ライトメタル株式会社 東日本事業部

## 関連会社

### 主な生産拠点
- 不二ライトメタル株式会社 - 熊本県玉名郡長洲町
  - 株式会社不二サッシ九州 製造部
  - 大牟田アルミ建材株式会社
- 関西不二サッシ株式会社 - 大阪府高槻市（旧：大阪工場）
- 日海不二サッシ株式会社 - 石川県金沢市
- 北誠産業株式会社 - 石川県金沢市
- アジアニッカイ株式会社 - 石川県金沢市
- しらたか不二サッシ株式会社 - 山形県西置賜郡白鷹町
- 北海道不二サッシ株式会社 - 北海道札幌市西区
- 山口不二サッシ株式会社 - 山口県山口市
- 株式会社沖縄不二サッシ - 沖縄県うるま市

## 主な取扱商品
- ビルサッシ商品（各種サッシ、カーテンウォールなど）
- 住宅サッシ商品（引き違い窓、断熱・防音窓、戸車、玄関ドア、浴室戸、クローゼット、バルコニー、テラスなど）
- 景観商品（ウッドデッキ、商業サイン、トップライトシェルターなど）

## 主なスポンサー番組
過去
- 木下惠介・人間の歌シリーズ（TBS）[7]
- なんてったって好奇心（フジテレビ）
- フジテレビ月曜9時枠の連続ドラマ（フジテレビ）
- フジテレビ水曜夜8時枠時代劇（フジテレビ、銭形平次以来からスポンサー参加）
- 金曜おもしろバラエティ（フジテレビ）
- とんねるずのみなさんのおかげです（フジテレビ）
- 前田武彦の天下のライバル（日本テレビ）

## 不祥事・事件・トラブル
公正取引委員会は2025年7月24日に当社に対し、金型を無償で下請会社に保管させたり、品質検査を実施せずに下請に返品するなどしていたとして、下請法違反で再発防止を求める勧告を実施した。